# Scolesa flavidorsata
Scolesa flavidorsata är en fjärilsart som beskrevs av Paul Dognin 1908. Scolesa flavidorsata ingår i släktet Scolesa och familjen påfågelsspinnare. Inga underarter finns listade.